# Pearl a Hermes
Pearl a Hermes (havajsky Holoikauaua) je neobydlený korálový atol, část Severozápadních Havajských ostrovů, skupiny malých ostrovů a atolů, které jsou nejvzdálenější severozápadní částí havajského řetězce. Leží asi 2 090 km severozápadně od Honolulu a asi 140 km východo-jihovýchodně od Midwaye. Atol Pearl a Hermes tvoří variabilní počet plochých písčitých ostrůvku, typicky od pěti do sedmi. Historické prameny jich uvádějí ještě více, tyto ostrovy ale byly zničeny erozí nebo stoupající hladinou moře. Od roku 2012 atol tvoří pět ostrůvků: Jihovýchodní ostrov (největší), Severní ostrov, Malý severní ostrov, Travnatý ostrov a ostrov Seal-Kittery. Celková rozloha souše je asi 0,32 km², přidružené korálové útesy však tvoří víc než 800 km² plochy.
Havajský název atolu je Holoikauaua a byl vytvořen komisí Hawaiian Lexicon Committee v 90. letech 20. století. Atol byl objeven roku 1822, když zde uvízly dvě velrybářské lodi Pearl a Hermes, po nichž je pojmenován. Obě lodě byly na cestě z Honolulu do Japonska. První na mělčině uvízla loď Hermes a stalo se tak buď pozdě večer 24. dubna nebo časně ráno 25. dubna. Druhá loď se jí poté vydala na pomoc a uvízla také, posádka o asi 57 námořnících tedy musela na neznámém ostrově nějakou dobu zůstat. Většina námořníků byla zachráněna 1. července stejného roku lodí Earl of Morby, několik se jich rozhodlo dopravit se do civilizace na vlastnoručně vytvořené lodi. Celý incident se obešel bez ztrát na životech. V oblasti od té doby ztroskotalo více lodí, například v prosinci 1952 loď SS Quartette, která v současnosti tvoří základ umělého útesu.
Jako první si atol nárokoval havajský král Kamehameha III., o pět let později jej ale obsadili Američané. První savci byli na atol dovezeni roku 1894 a šlo o králíky vysazené na Jihovýchodní ostrov jako zdroj masa. Ti zničili zdejší vegetaci a roku 1923 je až na jednoho vyhubila Tanagerská expedice. Roku 1927 byla v mořích okolo atolu objevena Williamem Greigem Andersonem z rybářské společnosti Lanikai populace perlotvorek mořských (Pinctada margaritifera), které byly bohaté na perly. Anderson založil obchodní společnost a během tří let získali na 20 000 perel, což se ale významně podepsalo na stavu perlotvorek. Roku 1929 byl sběr perel zakázán.
Na atolu se vyskytuje na třináct původních druhů rostlin a sedm jich sem bylo zavlečeno. Tyto druhy představují problém pro původní rostlinstvo, protože jej vytlačují, jako například bér přeslenitý (Setaria verticillata) na Jihovýchodním ostrově původní travinu Eragrostis variabilis. V mořích okolo ostrova rostou větevníci (Scleractinia) či houbovci (Porifera) a žijí zde například ploskozubcovití, skaláry a různé druhy žraloků. V oblasti se rozmnožují delfíni dlouholebí (Stenella longirostris). Ostrov poskytuje hnízdiště řadě ptáků, žije a rozmnožuje se zde na 160 000 jedinců náležících ke 22 druhům, přičemž k nejvýznamnějším patří buřňáček Tristramův (Oceanodroma tristrami) a albatros černonohý (Phoebastria nigripes); až 20 % celkové populace albatrosa hnízdí na Pearl a Hermes.
Ostrov je ohrožen hromaděním odpadů a také zvyšováním mořské hladiny.